# Parigi-Corrèze 2003
La Parigi-Corrèze 2003, terza edizione della corsa, si svolse dal 26 al 28 settembre 2003 su un percorso di 534 km ripartiti in 3 tappe, con partenza da Ormes e arrivo a Ussel. Fu vinta dal francese Cédric Vasseur della Cofidis davanti al suo connazionale Christophe Rinero e al belga Rik Verbrugghe.

## Tappe
| Tappa  | Data         | Percorso                     | km    | Vincitore di tappa | Leader cl. generale |
| ------ | ------------ | ---------------------------- | ----- | ------------------ | ------------------- |
| 1ª     | 26 settembre | Ormes > Saint-Amand-Montrond | 190   | Jaan Kirsipuu      | Jaan Kirsipuu       |
| 2ª     | 27 settembre | Montluçon > Besse            | 172,8 | Cédric Vasseur     | Cédric Vasseur      |
| 3ª     | 28 settembre | Besse > Ussel                | 161   | Nicolas Fritsch    | Cédric Vasseur      |
| Totale | Totale       | Totale                       | 534   |                    |                     |

## Dettagli delle tappe

### 1ª tappa
- 26 settembre: Ormes > Saint-Amand-Montrond – 190 km

| Pos. | Corridore      | Squadra      | Tempo    |
| ---- | -------------- | ------------ | -------- |
| 1    | Jaan Kirsipuu  | AG2R         | 3h59'56" |
| 2    | Baden Cooke    | FDJ          | s.t.     |
| 3    | Robert Förster | Gerolsteiner | s.t.     |

| Pos. | Corridore      | Squadra      | Tempo    |
| ---- | -------------- | ------------ | -------- |
| 1    | Jaan Kirsipuu  | AG2R         | 3h59'46" |
| 2    | Baden Cooke    | FDJ          | a 4"     |
| 3    | Robert Förster | Gerolsteiner | a 6"     |

### 2ª tappa
- 27 settembre: Montluçon > Besse – 172,8 km

| Pos. | Corridore         | Squadra    | Tempo    |
| ---- | ----------------- | ---------- | -------- |
| 1    | Cédric Vasseur    | Cofidis    | 4h23'40" |
| 2    | Christophe Rinero | MBK        | a 12"    |
| 3    | Rik Verbrugghe    | Lotto-Domo | a 2'33"  |

| Pos. | Corridore         | Squadra    | Tempo    |
| ---- | ----------------- | ---------- | -------- |
| 1    | Cédric Vasseur    | Cofidis    | 8h23'20" |
| 2    | Christophe Rinero | MBK        | a 20"    |
| 3    | Rik Verbrugghe    | Lotto-Domo | a 2'45"  |

### 3ª tappa
- 28 settembre: Besse > Ussel – 161 km

| Pos. | Corridore         | Squadra         | Tempo    |
| ---- | ----------------- | --------------- | -------- |
| 1    | Nicolas Fritsch   | FDJ             | 3h56'41" |
| 2    | Sébastien Hinault | Crédit Agricole | a 2'29"  |
| 3    | Baden Cooke       | FDJ             | s.t.     |

| Pos. | Corridore         | Squadra    | Tempo     |
| ---- | ----------------- | ---------- | --------- |
| 1    | Cédric Vasseur    | Cofidis    | 12h22'30" |
| 2    | Christophe Rinero | MBK        | a 20"     |
| 3    | Rik Verbrugghe    | Lotto-Domo | a 2'45"   |

## Classifiche finali

### Classifica generale
| Pos. | Corridore            | Squadra                 | Tempo     |
| ---- | -------------------- | ----------------------- | --------- |
| 1    | Cédric Vasseur       | Cofidis                 | 12h22'30" |
| 2    | Christophe Rinero    | MBK-Oktos-Saint-Quentin | a 20"     |
| 3    | Rik Verbrugghe       | Lotto-Domo              | a 2'45"   |
| 4    | Patrice Halgand      | Jean Delatour           | a 3'14"   |
| 5    | Christophe Agnolutto | Ag2r Prévoyance         | s.t.      |
| 6    | Mickael Pichon       | FDJ                     | a 3'15"   |
| 7    | Médéric Clain        | Cofidis                 | a 4'42"   |
| 8    | Benoît Poilvet       | Crédit Agricole         | a 4'48"   |
| 9    | Sylvain Chavanel     | Brioches La Boulangère  | a 5'52"   |
| 10   | Frédéric Gabriel     | MBK-Oktos-Saint-Quentin | a 7'17"   |